# Ratpenat frugívor glauc
El ratpenat frugívor glauc (Dermanura glauca) és una espècie de ratpenat de la família dels fil·lostòmids. Viu a Bolívia, el Brasil, Colòmbia, l'Equador, la Guaiana Francesa, Guaiana, el Perú, Surinam i Veneçuela. El seu hàbitat natural són terres baixes i boscos montans, plantacions i jardins, així com la selva nebulosa i autòctona. No hi ha cap amenaça significativa per a la supervivència d'aquesta espècie, tot i que està afectada per la pèrdua d'hàbitat.